# ウィストロン

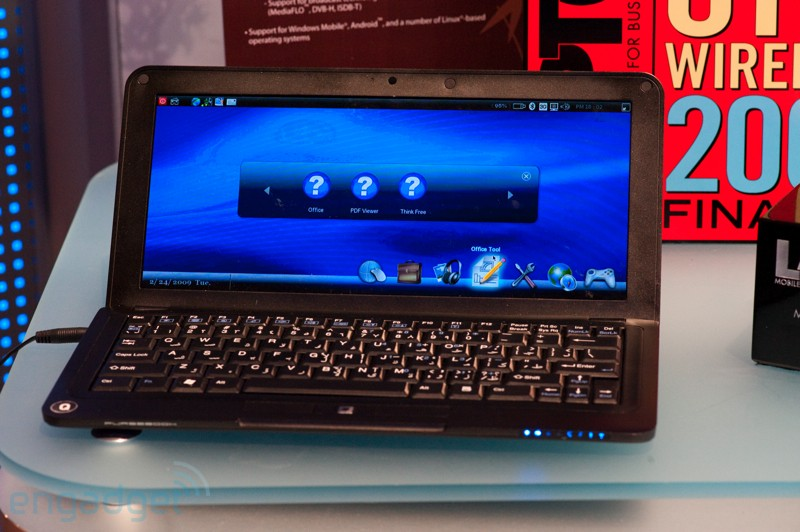
ウィストロン社のSmartbook

ウィストロン（英語: Wistron、中国語: 緯創資通）または緯創資通（略称：緯創）は、台湾のODMである。もともとエイサーの製造部門であったが、2001年にスピンオフされた。

## 概要
ウィストロンは世界中で80,000人以上を雇用している。ODM設計・製造メーカーとして、ウィストロンは、顧客が各自のブランド名で販売する製品の設計および製造を行っている。その製品は、ノートパソコン、デスクトップ、サーバー、ストレージ、LCDディスプレイ、ハンドヘルドデバイス、医療用デバイス・機器など、情報通信技術（ICT）製品を専門としている。
2011年7月、ウィストロンとマイクロソフトは、タブレット、携帯電話、およびChrome OSまたはAndroidプラットフォームを実行するその他のデバイスを含むウィストロン製品について、マイクロソフトの独占的権利ポートフォリオに基づく補償を提供する契約を締結した。2011年9月、ウィストロンはインテレクチュアル・ベンチャーズ社と特許ライセンス契約を締結した。

## 参照項目
- ODM - 相手先ブランドによる設計製造業者
- 台湾の企業一覧（電機・家電・電子機器）